# Guillem de Siscar
Guillem de Siscar o Guillén de Sischar (?, s. XIII – Redostó, 1305) fou un cavaller. Formà part de la Companyia Catalana d'Orient.
Després de l'assassinat de Roger de Flor, fou enviat per la Companyia, junt amb Pero Llopis i un seguici format per 27 almogàvers, a Constantinoble a reptar i desafiar l'emperador Andrònic per la mort de Roger.
Els almogàvers desafiaren a l'emperador a un repte de deu a deu o cent a cent per a provar que l'emperador havia ordenat la mort a traïció del cèsar Roger. El repte no fou acceptat per Andrònic adduint que no en tenia coneixement i que el no havia ordenat dit fet.
De tornada a Gal·lipoli els ambaixadors almogàvers són detinguts a la ciutat de Redostó (Redischo/Bisanta). Guillem de Siscar i els seus homes foren esquarterats.